# Fraser Range
Fraser Range är ett berg i Kanada.   Det ligger i provinsen British Columbia, i den sydvästra delen av landet, 3 800 km väster om huvudstaden Ottawa. Toppen på Fraser Range är 502 meter över havet, eller 55 meter över den omgivande terrängen. Bredden vid basen är 0,76 km.
Terrängen runt Fraser Range är huvudsakligen kuperad, men åt sydväst är den platt. Trakten runt Fraser Range är nära nog obefolkad, med mindre än två invånare per kvadratkilometer.. Det finns inga samhällen i närheten. 
I omgivningarna runt Fraser Range växer i huvudsak barrskog.